# Chung sống dân sự ở Vương quốc Anh
Chung sống dân sự ở Vương quốc Anh là một hình thức kết hợp dân sự giữa các cặp vợ chồng dành cho cả các cặp đồng tính và khác giới.

## Lịch sử
Ban đầu, chung sống dân sự được áp dụng cho các cặp đồng giới theo các điều khoản của Đạo luật Chung sống Dân sự 2004.
Vào tháng 2 năm 2018, chính phủ Vương quốc Anh và Scotland bắt đầu xem xét các mối quan hệ bạn đời dân sự, để mở rộng chúng bao gồm các cặp đôi khác giới.. Vào tháng 6 năm 2018, Tòa án Tối cao đã ra phán quyết rằng việc hạn chế chung sống dân sự đối với các cặp đồng giới là không phù hợp với Công ước châu Âu về Nhân quyền. Chính phủ Anh cam kết thay đổi luật để cho phép các cặp đôi khác giới ở Anh và xứ Wales có chung sống dân sự. Sự thay đổi này cũng bị Giáo hội Anh và nhiều giáo phái Cơ đốc phản đối.
Các cặp đôi khác giới đã có thể tham gia vào chung sống dân sự ở Anh và xứ Wales kể từ ngày 2 tháng 12 năm 2019. Các cải cách tương tự đã được thực hiện ở Bắc Ireland kể từ ngày 13 tháng 1 năm 2020. Tại Scotland, luật cho phép chung sống dân sự khác giới hiện đang được Quốc hội Scotland thông qua. Những thay đổi này mở rộng sự thừa nhận hợp pháp của các mối quan hệ được cấp theo Đạo luật Chung sống Dân sự 2004, cho phép các cặp vợ chồng không phân biệt giới tính có được các quyền và trách nhiệm về cơ bản giống như hôn nhân dân sự. Bạn đời dân sự được hưởng các quyền tài sản giống như các cặp vợ chồng, được miễn trừ như các cặp vợ chồng đã kết hôn về thuế thừa kế, an sinh xã hội và trợ cấp lương hưu, và cũng có khả năng nhận trách nhiệm làm cha mẹ đối với con cái của bạn đời, cũng như trách nhiệm duy trì hợp lý cho người bạn đời và con cái của họ, quyền thuê nhà, công nhận bảo hiểm nhân thọ đầy đủ, quyền của người thân trong bệnh viện và những quyền khác.
Khi Đạo luật Hôn nhân (Các cặp đồng giới) 2013 hợp pháp hóa hôn nhân đồng giới ở Anh và xứ Wales vào tháng 3 năm 2014, chung sống dân sự vẫn dành cho các cặp đồng tính và cấp cho những cặp vợ chồng trong chung sống dân sự khả năng chuyển đổi Chung sống Dân sự của họ thành Hôn nhân. Đạo luật Hôn nhân và Chung sống Dân sự (Scotland) 2014 tương đương không cấp khả năng đó cho các cặp vợ chồng ở Scotland, nhưng bao gồm các điều khoản cho việc áp dụng sau này và cho phép những người đã có chung sống dân sự kết hôn mà không cần phải giải thể chung sống dân sự chung; không thể có cả hai.  Khi hôn nhân đồng giới trở thành hợp pháp ở Bắc Ireland vào ngày 13 tháng 1 năm 2020, các cặp vợ chồng kết hôn ở nơi khác được công nhận hợp pháp là đã kết hôn ở Bắc Ireland, nhưng hiện không có điều khoản nào cho chung sống dân sự chuyển đổi sang hôn nhân.

## Giáo hội Anh
Là giáo hội được thành lập, Giáo hội Anh đã thảo luận và thiết lập các hướng dẫn cho các giáo sĩ tham gia vào chung sống dân sự. Trong các hướng dẫn, "Tòa Giám mục không coi việc tham gia vào chung sống dân sự là về bản chất không tương thích với các lệnh thánh, với điều kiện người có liên quan sẵn sàng đảm bảo với giám mục của mình rằng mối quan hệ phù hợp với các tiêu chuẩn cho giáo sĩ... Tòa Giám mục cho rằng sẽ là một vấn đề bất công xã hội khi loại trừ khỏi chức vụ những người trung thành với giáo huấn của Giáo hội và quyết định đăng ký chung sống dân sự."
Năm 2010, Thượng hội đồng đã mở rộng lương hưu và quyền nhân viên cho các giáo sĩ, những người đã tham gia vào chung sống dân sự đồng giới. Năm 2013, giáo hội phán quyết rằng các linh mục trong chung sống dân sự có thể trở thành giám mục. Phát biểu về sự ủng hộ đối tác, giáo hội đã tuyên bố rằng "Giáo hội Anh công nhận rằng các mối quan hệ đồng giới thường thể hiện sự trung thành và tương hỗ. Chung sống dân sự cho phép những đức tính Kitô giáo này được công nhận về mặt xã hội và pháp lý." "Giáo hội Anh giáo cũng nằm trong số các tổ chức hỗ trợ giữ chung sống dân sự là một lựa chọn hợp pháp. Năm 2018, Giáo hội cho biết "Chúng tôi tin rằng Chung sống dân sự vẫn có chỗ đứng, bao gồm cả một số cặp vợ chồng Christian LGBTI [đồng tính nữ, đồng tính nam, song tính, chuyển giới và liên giới tính] xem họ như một cách để đạt được sự công nhận hợp pháp của mối quan hệ của họ.
Giáo hội đã không cho phép một phước lành chính thức cho chung sống dân sự và không thực hiện hợp pháp các chung sống dân sự. Tuy nhiên, Thủ tướng của Giáo phận Luân Đôn giải thích: "Không có sự cấm đoán nào đối với những lời cầu nguyện được nói trong nhà thờ hoặc có một 'dịch vụ'".
Hội đồng Tổng giám mục của Giáo hội Anh đã xác nhận rằng:
- Các giáo sĩ có thể tham gia vào chung sống dân sự vì điều này không mâu thuẫn với giáo lý của nhà thờ về hôn nhân
- Giáo sĩ có thể cung cấp "những lời cầu nguyện hỗ trợ" thay mặt cho các cặp đồng giới sau khi hợp tác dân sự hoặc hôn nhân dân sự[22]

## Trong các phụ thuộc vương miện và lãnh thổ hải ngoại của Anh
Hầu hết lãnh thổ hải ngoại không chỉ ra kế hoạch giới thiệu chung sống dân sự. Phụ thuộc vương miện Anh của Jersey có sẵn chung sống dân sự, nhưng chỉ dành cho các cặp đồng giới. Cả các cặp đôi khác giới và các cặp đồng giới trong Quần đảo Falkland, Đảo Man và Gibraltar đều có hôn nhân dân sự và chung sống dân sự có sẵn kể từ năm 2016.
Năm 2008, Hội đồng Lập pháp Quần đảo Cayman đã chuyển sang sửa đổi định nghĩa về hôn nhân cụ thể giữa một người đàn ông và một người phụ nữ, báo hiệu sự phản đối của nó đối với chung sống dân sự. Chính phủ của bà đã tuyên bố rằng họ không có ý định buộc Cayman chấp nhận chung sống dân sự.

## Mở rộng chung sống dân sự cho các cặp đôi khác giới
Sau khi thiết lập chung sống dân sự, một số cá nhân và nhóm ủng hộ việc mở rộng cho các cặp đôi khác giới. Một nhóm chiến dịch được gọi là Chung sống dân sự bình đẳng đã được tổ chức, đặc biệt kêu gọi chính phủ mở rộng chung sống dân sự cho tất cả các cặp vợ chồng. Một cặp vợ chồng ở London, Rebecca Steinfeld và Charles Keidan, đã kiện vì công nhận mối quan hệ của họ là chung sống dân sự, nhưng không thành công tại Tòa án tối cao vào ngày 29 tháng 1 năm 2016 và một lần nữa tại Tòa phúc thẩm vào ngày 21 tháng 2 năm 2017. Dự luật Đạo luật hợp tác dân sự năm 2004 (sửa đổi) năm 2016-17, dự luật của một thành viên tư nhân, đã được Tim Loughton đệ trình vào ngày 21 tháng 7 năm 2016 để sửa đổi Đạo luật đối tác dân sự 2004 và mở rộng chung sống dân sự thành các cặp đôi khác giới, nhưng sau cuộc tranh luận đọc lần thứ hai diễn ra vào ngày 13 tháng 1 năm 2017, cuộc tranh luận tiếp tục bị hoãn lại và cuối cùng bị hủy do cuộc gọi của một cuộc tổng tuyển cử vào tháng 6 năm 2017.
Đến tháng 7 năm 2016, Đảo Man là phần duy nhất của Quần đảo Anh, nơi cả hai cặp đôi đồng giới và khác giới có thể lựa chọn giữa chung sống dân sự hoặc hôn nhân. Đảo thực hiện điều này có thể cùng lúc với việc hợp pháp hóa hôn nhân đồng giới trong lãnh thổ.
Vào tháng 6 năm 2018, Tòa án tối cao phán quyết trong vụ kiện Steinfeld-Keidan hạn chế chung sống dân sự đối với các cặp đồng giới là phân biệt đối xử và bắt buộc Chính phủ thay đổi luật, mặc dù không đặt ra dòng thời gian. Đáp lại, Thủ tướng đã tuyên bố vào tháng 10 năm 2018 rằng chung sống dân sự sẽ được mở ra cho các cặp vợ chồng dị tính. Pháp luật yêu cầu Bộ trưởng Ngoại giao ban hành các quy định sửa đổi Đạo luật Đối tác Dân sự, để các cặp đôi khác giới có thể tham gia chung sống dân sự, đã được Nghị viện thông qua vào ngày 15 tháng 3 năm 2019. Dự luật đã nhận được Trợ cấp Hoàng gia vào ngày 26 tháng 3 năm 2019. Luật pháp có hiệu lực vào ngày 26 tháng 5 năm 2019. Việc mở rộng chung sống dân sự này cho các cặp đôi khác giới chỉ áp dụng ở Anh và xứ Wales, chứ không phải Scotland hay Bắc Ireland.